# توماس دانييل
توماس دانييل (بالألمانية: Thomas Daniel)‏ (و. 1985  م) هو رياضي، ورياضي خماسي نمساوي، شارك في الألعاب الأولمبية الصيفية 2012.

## روابط خارجية
- توماس دانييل على موقع الاتحاد الدولي للخماسي الحديث (الإنجليزية)
- توماس دانييل على موقع اللجنة الأولمبية الدولية (الإنجليزية)
- توماس دانييل على موقع أوليمبيديا (الإنجليزية)